# 米科拉伊夫卡 (波迪利斯克區)
47°43′42″N 29°26′41″E / 47.72833°N 29.44472°E
米科拉伊夫卡（羅馬化：Mykolaivka）是烏克蘭西南部敖德薩州波迪利斯克區的庫亞利尼克市鎮的村莊，始建於1905年，面積0.56平方公里，海拔高度198米，2001年人口116，人口密度每平方公里207.14人。